# Eurychoria oenoptila
Eurychoria oenoptila là một loài bướm đêm trong họ Geometridae.